# Kontrolleinheit See

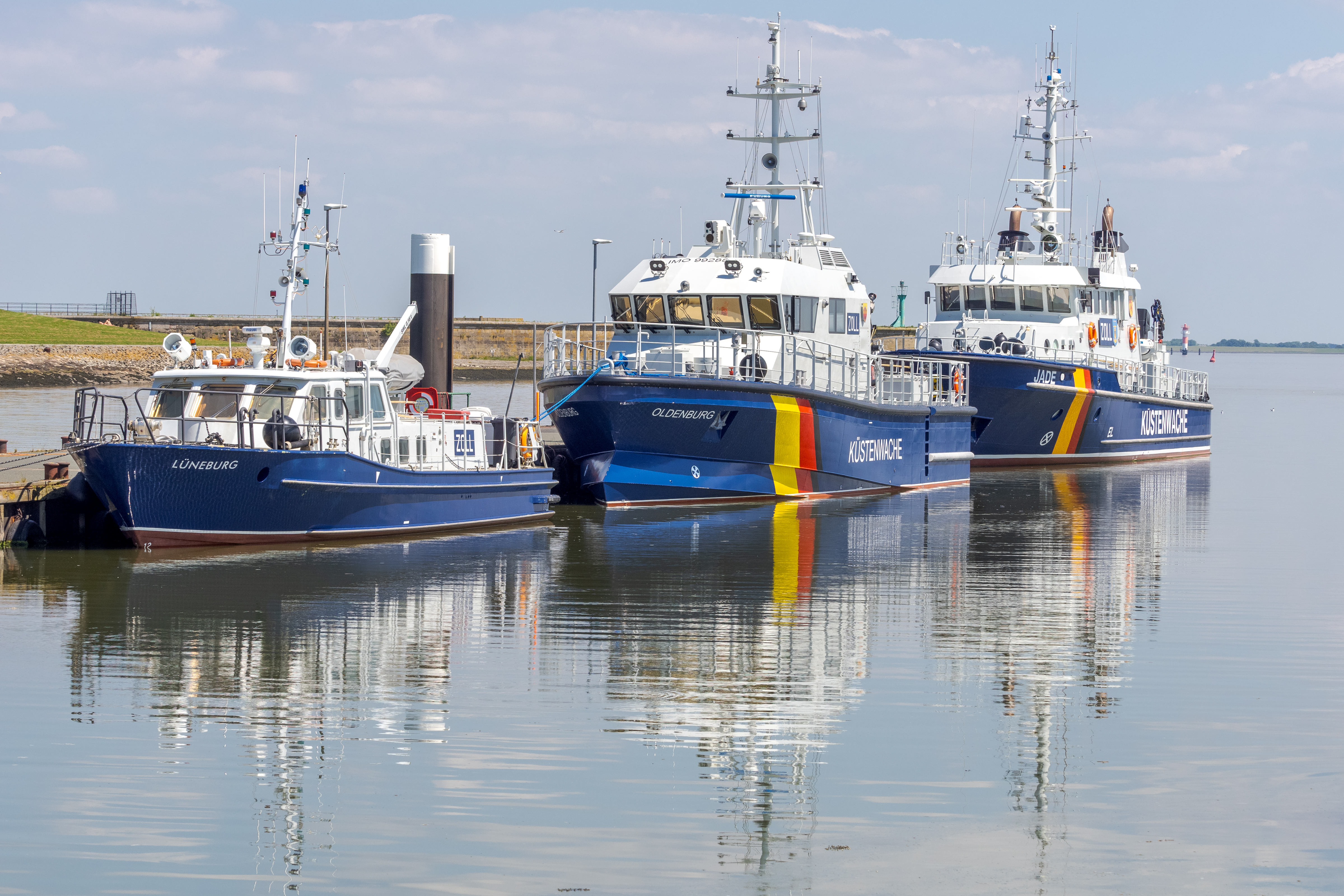
Zollboote Lüneburg, Oldenburg und Jade in Wilhelmshaven

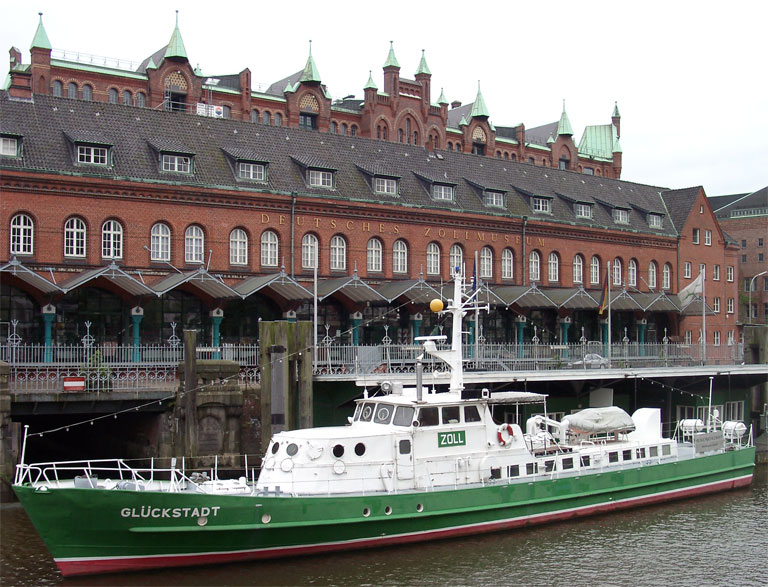
Der mittlerweile verschrottete Zollkreuzer Glückstadt vor dem deutschen Zollmuseum in Hamburg

Die deutschen Kontrolleinheiten See sind Bestandteil des Grenzaufsichtsdienstes der Bundeszollverwaltung und zuständig für die zollrechtlichen Belange auf den deutschen See- und Wasserstraßen und an den Seegrenzen. Zudem sind sie Mitglied der Küstenwache des Bundes und nehmen im Auftrag der Wasser- und Schifffahrtsdirektionen schifffahrtspolizeiliche Aufgaben wahr. Neben dem Einsatz auf Nord- und Ostsee überwachen die Einheiten auch die EU-Außengrenze auf dem Bodensee. Bis zum Inkrafttreten des Projektes Strukturentwicklung Zoll im Jahr 2008 wurden die Einheiten als Wasserzoll bezeichnet. Die Kontrolleinheit umfasst rund 400 Beamten.
Das Hoheitszeichen ist der Goldene Bundesadler mit Schrift „Zoll“ auf dunkelblauem Hintergrund.
Jede Kontrolleinheit See ist dem örtlich zuständigen Hauptzollamt angegliedert, bis 2008 waren die Beamten des damaligen Wasserzolls dem jeweils örtlich zuständigen Zollkommissariat unterstellt.

## Allgemeines
Bei der Kontrolleinheit See versehen rund 400 Zöllner und Zöllnerinnen ihren Dienst. Es stehen 32 Zollboote, davon zwei SWATH-Boote, zur Aufgabenerfüllung zur Verfügung. Das Einsatzgebiet umfasst 3.660 Kilometer deutsche Küstenlinie, 15.055 Quadratkilometer Küstenmeer und die ausschließliche Wirtschaftszone der Bundesrepublik Deutschland mit einer Fläche von 48.050 Quadratkilometern. Für den mittleren und den gehobenen Dienst werden spezielle Stellen für die Einstellung ausgewiesen. Es müssen hierzu jedoch auch spezielle Einstellungsvoraussetzungen erfüllt werden.
In folgenden Hauptzollämtern werden Anwärter eingestellt: Bremen, Hamburg, Itzehoe, Kiel, Oldenburg, Stralsund.
2018 erfolgte eine Umstellung der Uniform auf dunkelblau/gold. Gleichzeitig wurde auch das Farbschema der Boote von grün/weiß auf blau/grau geändert.
Innerhalb der Kontrolleinheit existieren Teams, die auf Schiffsdurchsuchungen spezialisiert sind. Da diese bei den Durchsuchungen ihre Dienstkleidung stark verschmutzen, werden sie intern im Seefahrerjargon „Schwarze Gang“ bzw. plattdeutsch „Schwatte Gäng“ genannt.
Die Laufbahn im mittleren nautischen und maschinentechnischen Zolldienst beginnt mit der Besoldungsgruppe A7, die Dienstbezeichnungen unterscheiden sich hier durch ein vorangestelltes Zollschiffs- von denen des Landzolls.

## Flotte
Aufgeführt sind Zollkreuzer und -boote, die in Dienst stehen oder in den letzten 20 Jahren in Dienst standen. Die Bemerkungen und IMO-Nummern sind einschlägigen Internetquellen entnommen.
| Schiffsname        | Klasse                      | Baunummer | IMO-Nr.        | Heimathafen / Rufzeichen | Baujahr | Bemerkungen |
| ------------------ | --------------------------- | --------- | -------------- | ------------------------ | ------- | --- |
| Hamburg            | Zollkreuzer, 38m-Klasse     | -         | -              | Cuxhaven                 | 1982    | 38m-Klasse, gebaut bei der Fassmer-Werft in Berne-Motzen; seit 2009 nicht mehr im Dienst, ins Ausland verkauft |
| Bremerhaven        | Zollkreuzer, 38m-Klasse     | -         | -              | Bremerhaven              | 1985    | 38m-Klasse, gebaut bei Fr. Schweers, Berne-Bardenfleth; seit 2009 nicht mehr im Dienst, ins Ausland verkauft |
| Schleswig-Holstein | Zollkreuzer, 38m-Klasse     | -         | -              | Kiel                     | 1988    | 38m-Klasse, gebaut bei Fr. Schweers, Berne-Bardenfleth, Refit 2019 |
| Emden              | Zollkreuzer, 38m-Klasse     | -         | -              | Emden                    | 1988    | 38m-Klasse, gebaut bei Fr. Schweers, Berne-Bardenfleth, Refit 2018 |
| Amrum              | Zollboot, 17m-Klasse        | -         | -              | Sylt                     | 1990    | Bei der Zollverwaltung entstanden zwischen 1978 und 1990 insgesamt 17 Exemplare dieses sog. 17-Meter-Typbootes bei verschiedenen Werften. 15 dieser Boote sind (Stand 2010) noch im Einsatz, davon eines (Graf Zeppelin) auf dem Bodensee. |
| Glückstadt         | Zollkreuzer, Fassmer FPB 28 | 1201      | 1000097        | Glückstadt / DLVF        | 1991    | Typschiff der Fassmer-FPB-28-Reihe (28m-Klasse mit 95t), 2011 außer Dienst gestellt; 2012 über die VEBEG verkauft, als Nachfolger existiert ein Zollboot gleichen Namens.                                                                  |
| Priwall            | Zollkreuzer, Fassmer FPB 28 | 1202      | 9015943        | Travemünde / DLVI        | 1991    | Fassmer FPB 28 |
| Rügen              | Zollkreuzer, Fassmer FPB 28 | 1250      | 9015967        | Sassnitz / DLVC          | 1993    | Fassmer FPB 28, außer Dienst gestellt; 2024 über die VEBEG verkauft. |
| Hiddensee          | Zollkreuzer, Fassmer FPB 28 | 1331      | 9059664        | Rostock / DLVK           | 1995    | Fassmer FPB 28; außer Dienst gestellt |
| Bad Zwischenahn    | Zollboot, Fassmer FPB 18    | 1510      | -              | Wilhelmshaven            | 1996    | Fassmer FPB 18 (27 t) |
| Holnis             | Zollboot, Fassmer FPB 18    | 1511      | -              | Flensburg                | 1996    | Fassmer FPB 18 |
| Kniepsand          | Zollkreuzer, Fassmer FPB 28 | 1450      | 9109067        | Hörnum / DLVP            | 1996    | Fassmer FPB 28 |
| Hohwacht           | Zollkreuzer, Fassmer FPB 28 | -         | 9043433        | Kiel / DLVL              | 1998    | Fassmer FPB 28 , gebaut bei Fr. Schweers, Berne-Bardenfleth, 2011 umbenannt in Jade |
| Helgoland          | Zollkreuzer, SWATH          | 562       | 9500364        | Cuxhaven / DBHA          | 2009    | SWATH-Schiff der 49m-Klasse, gebaut bei Emder Werft und Dockbetriebe |
| Borkum             | Zollkreuzer, SWATH          | 563       | 9500376        | Cuxhaven / DBHD          | 2010    | SWATH-Schiff der 49m-Klasse, gebaut bei Emder Werft und Dockbetriebe |
| Glückstadt         | Zollboot                    | -         | MMSI 211553630 | Glückstadt / DLVD        | 2011    | gebaut bei Uusikaupunki Shipyard, Finnland |
| Bremen             | Zollboot, 24m-Klasse        | -         | 9833395        | Bremen / DLVW            | 2019    | Typschiff der 24m-Klasse, zulässiges Gesamtgewicht 57t, gebaut bei Baltic Workboats AS, Estland |
| Gelting            | Zollboot, 24m-Klasse        | -         | 9833400        | Flensburg / DLVZ         | 2019    | gebaut bei Baltic Workboats AS, Estland |
| Darss              | Zollboot, 24m-Klasse        | -         | 9833412        | Rostock / DLVF           | 2019    | gebaut bei Baltic Workboats AS, Estland |
| Rügen              | Zollkreuzer, 67m-Klasse     | -         | 9962108        | Lubmin / DLVK            | 2024    | Fassmer-67m-Schiffstyp mit alternativem LNG-Antrieb |

### Zukunft

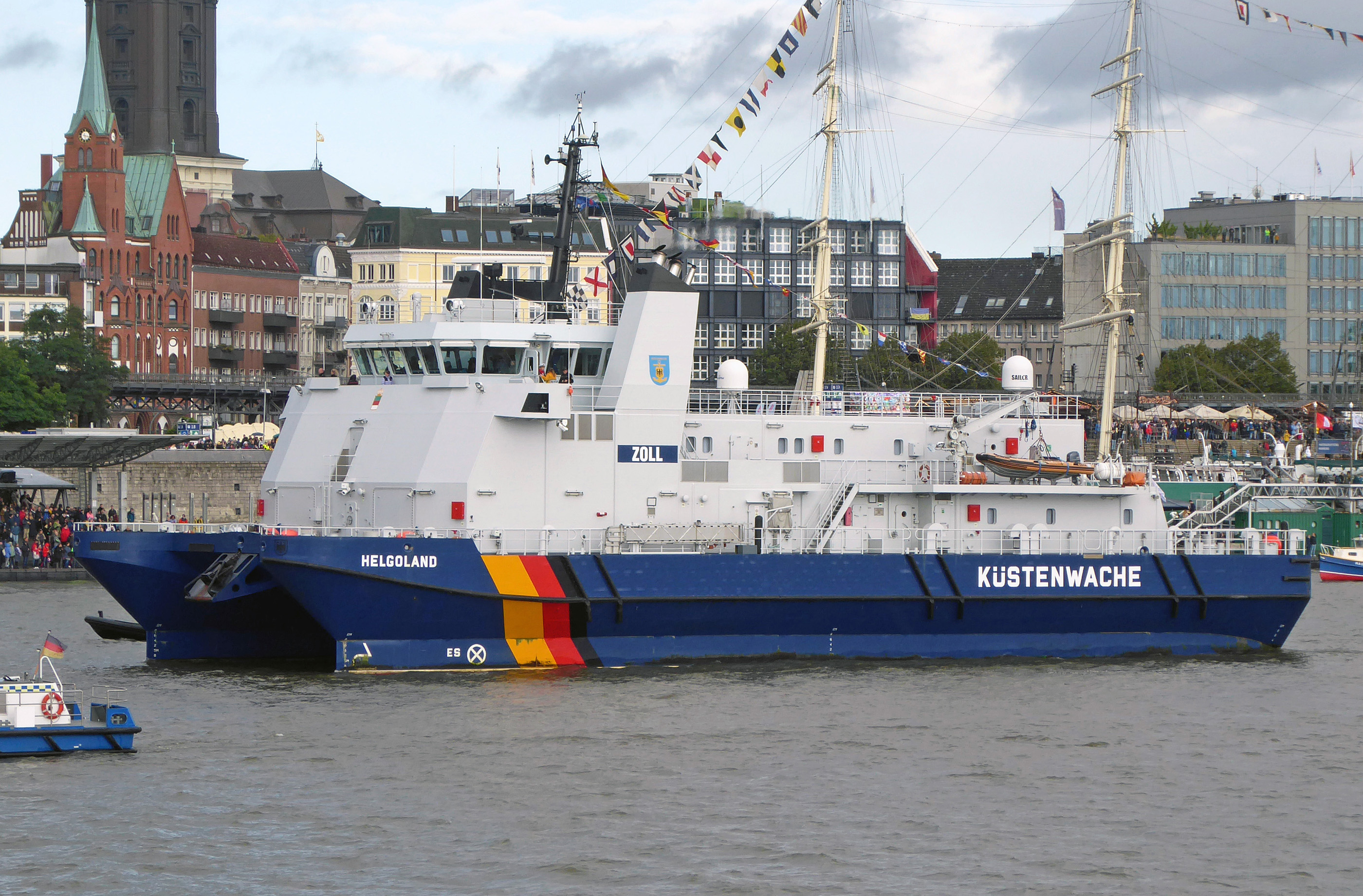
Der Zollkreuzer Helgoland beim Hamburger Hafengeburtstag 2022

Einige der hochseegängigen Boote der Kontrolleinheit See sollen sukzessive durch große SWATH-Boote ersetzt werden und länger auf See bleiben können. Die neu in Dienst gestellten Kreuzer sollen ein- bis zweiwöchige Fahrten ermöglichen. Als erster Zollkreuzer dieser Generation wurde im August 2009 der Zollkreuzer Helgoland in Dienst gestellt. Anfang Februar 2010 folgte die Borkum. Heimathafen der beiden Schwesterschiffe ist Cuxhaven.
Aus Kostengründen wurden zwei Zollkreuzer der 38m-Klasse, die Schleswig-Holstein und die Emden, ab 2018 einem Refit für eine längere Nutzungsdauer unterzogen. Am 18. März 2025 hat der Zoll sein neues Mehrwachenschiff Rügen in Dienst gestellt. Das 67,2 Meter lange Schiff ist mit einem emissionsarmen Flüssiggasantrieb ausgestattet. Der Zoll wird in den Jahren 2025 und 2026 drei weitere mit Flüssiggas angetriebene Einsatzschiffe (Länge 55,20 Meter) in Dienst stellen.

### Bilder von Zollkreuzern und -booten

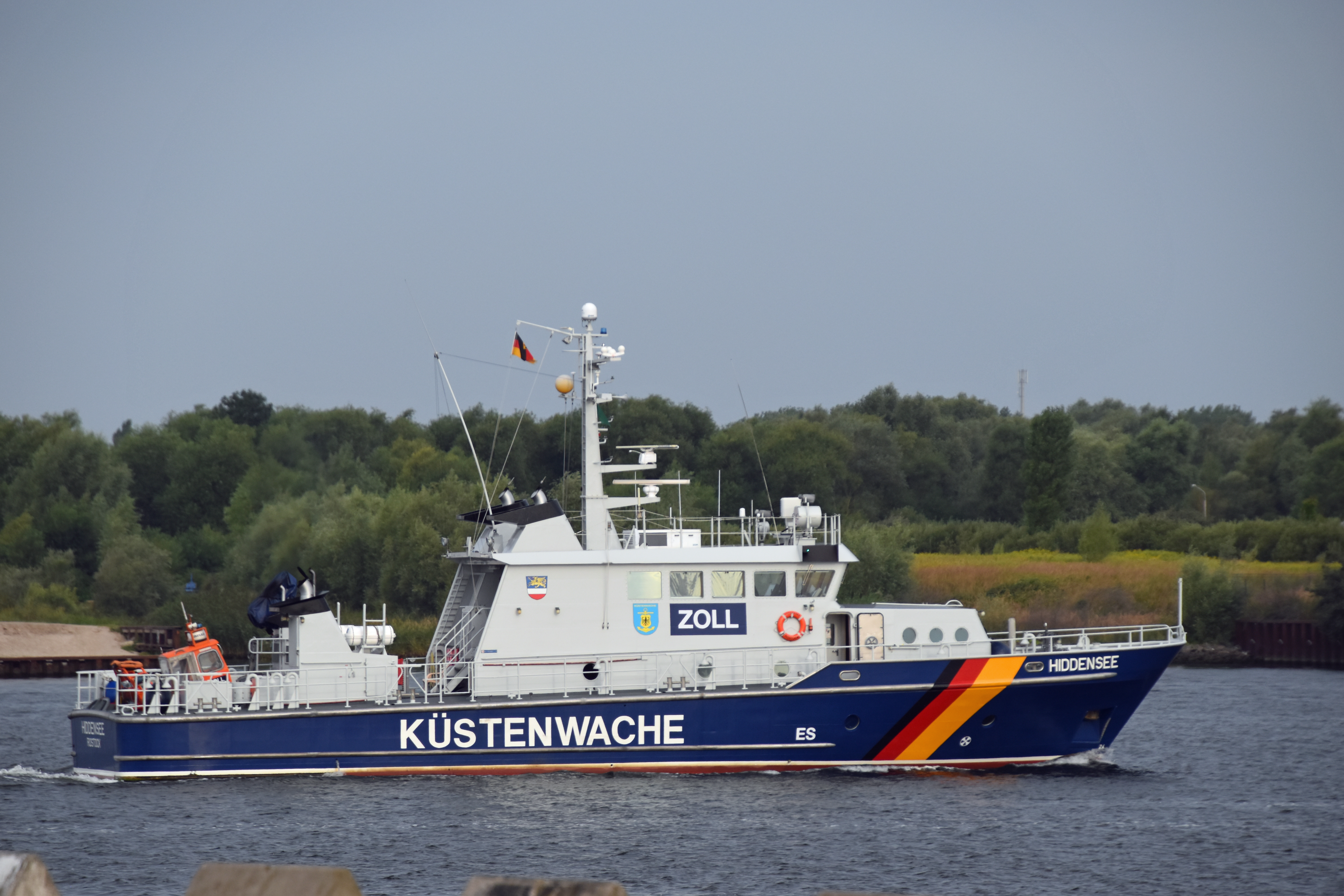
Zollboot Hiddensee
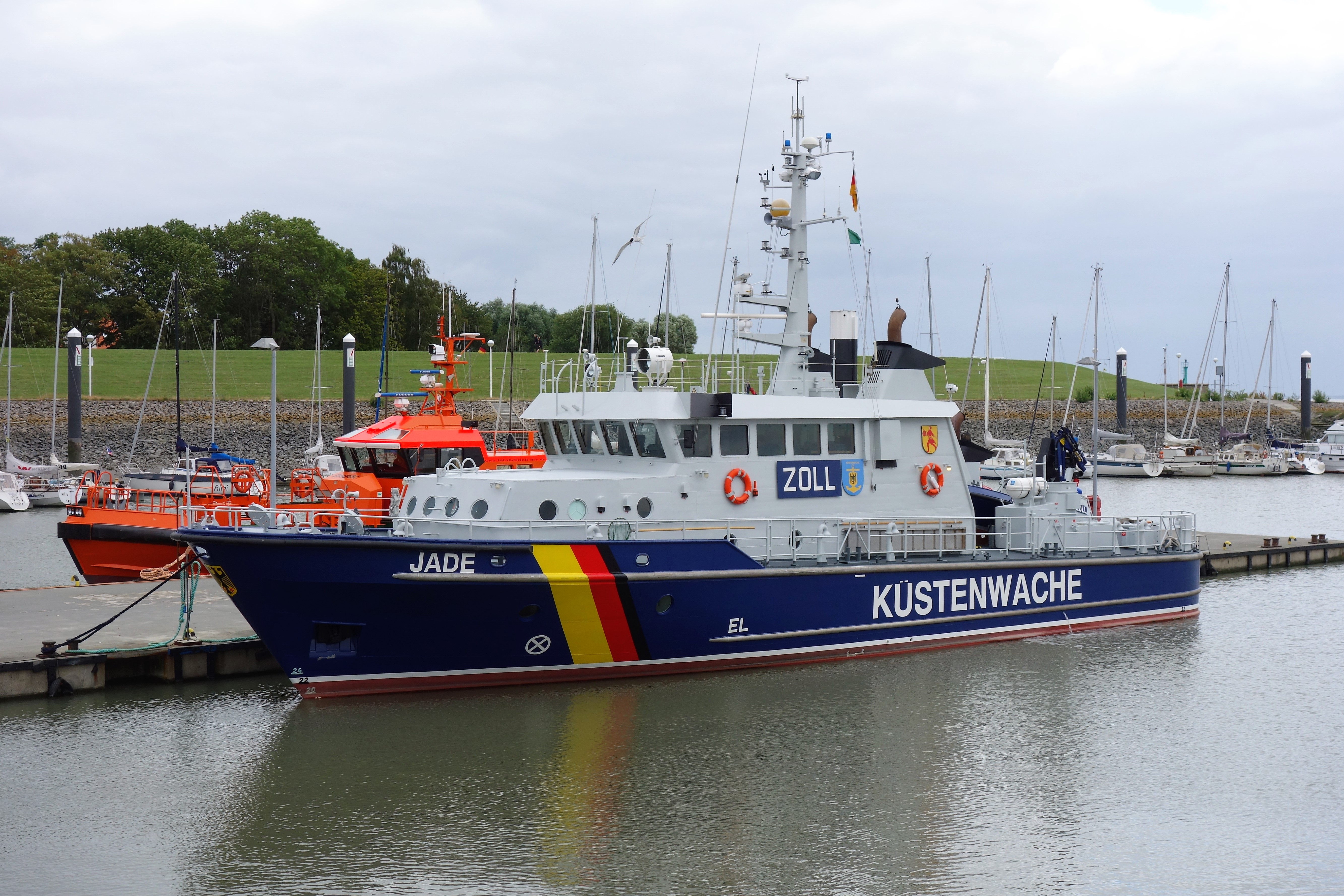
Zollboot Jade
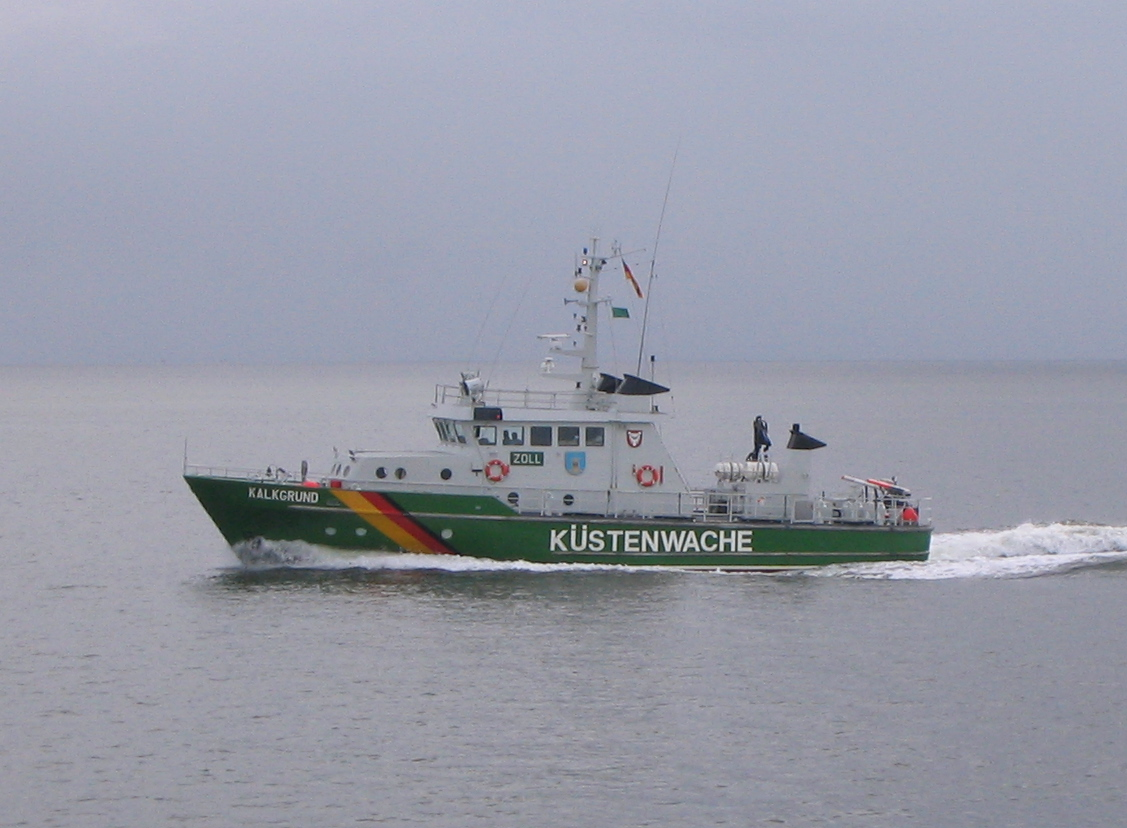
Zollboot Kalkgrund
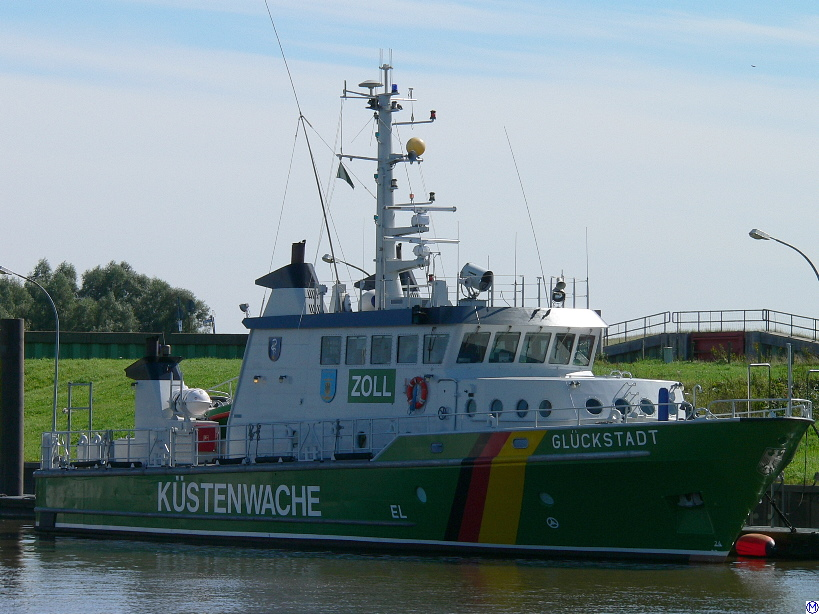
Zollkreuzer Glückstadt
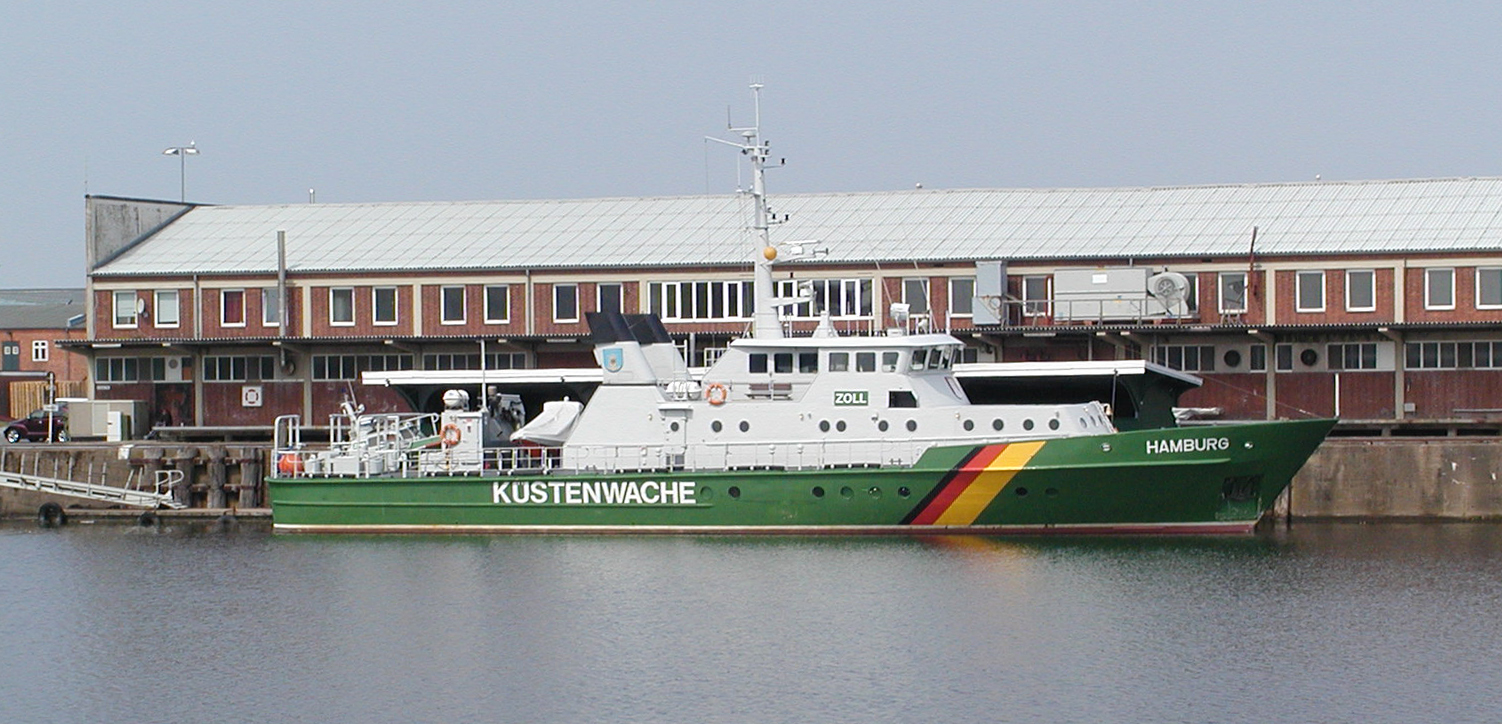
Zollkreuzer Hamburg
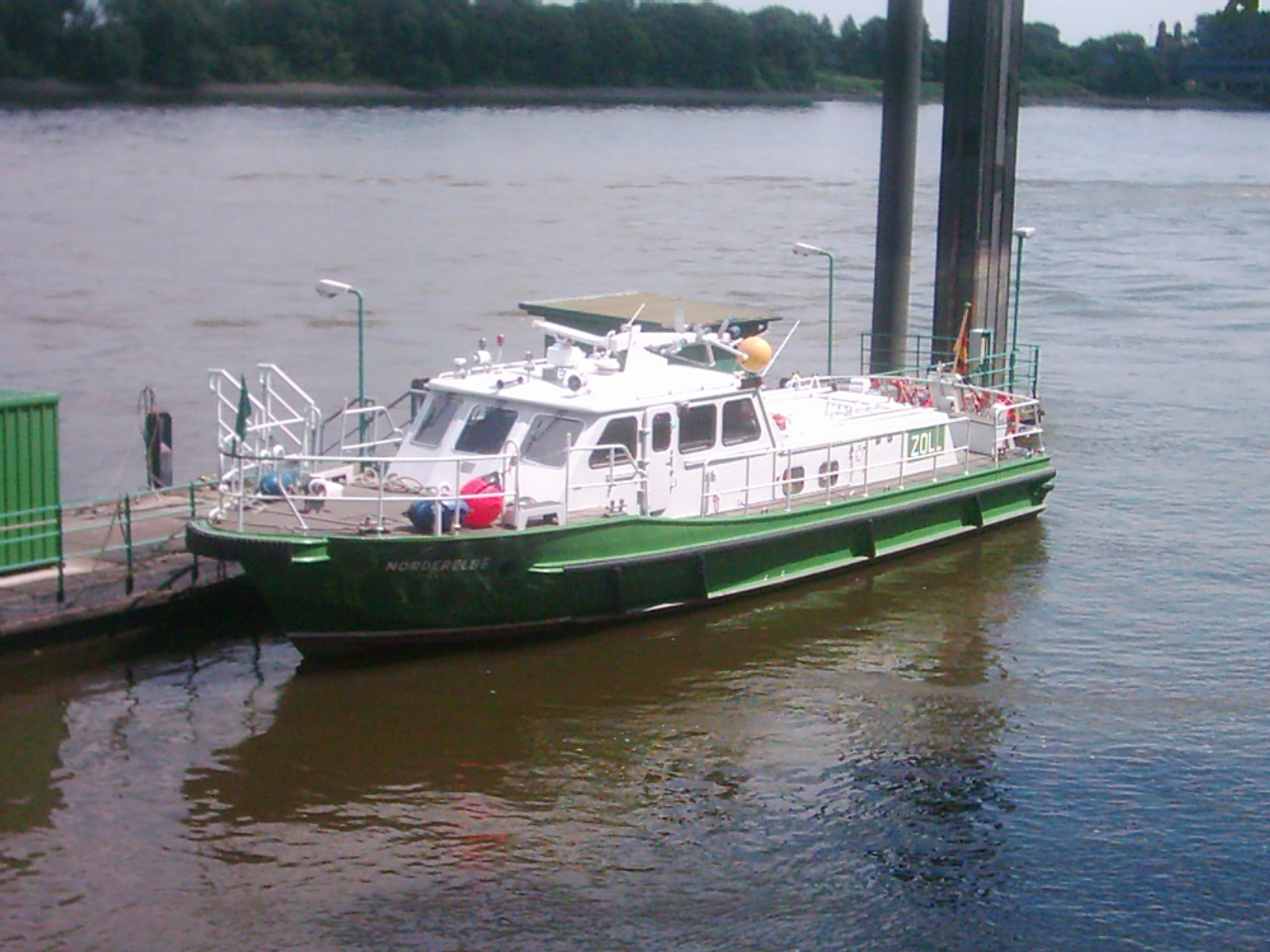
Zollboot Norderelbe
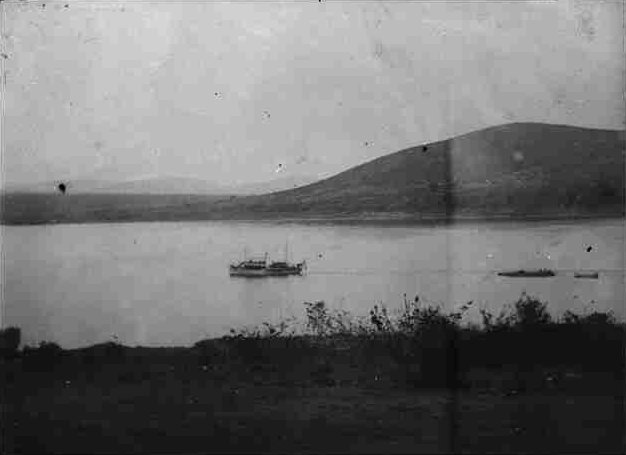
Deutscher Zollkreuzer Kingani mit Geschützfloß im Ersten Weltkrieg auf dem Tanganjikasee
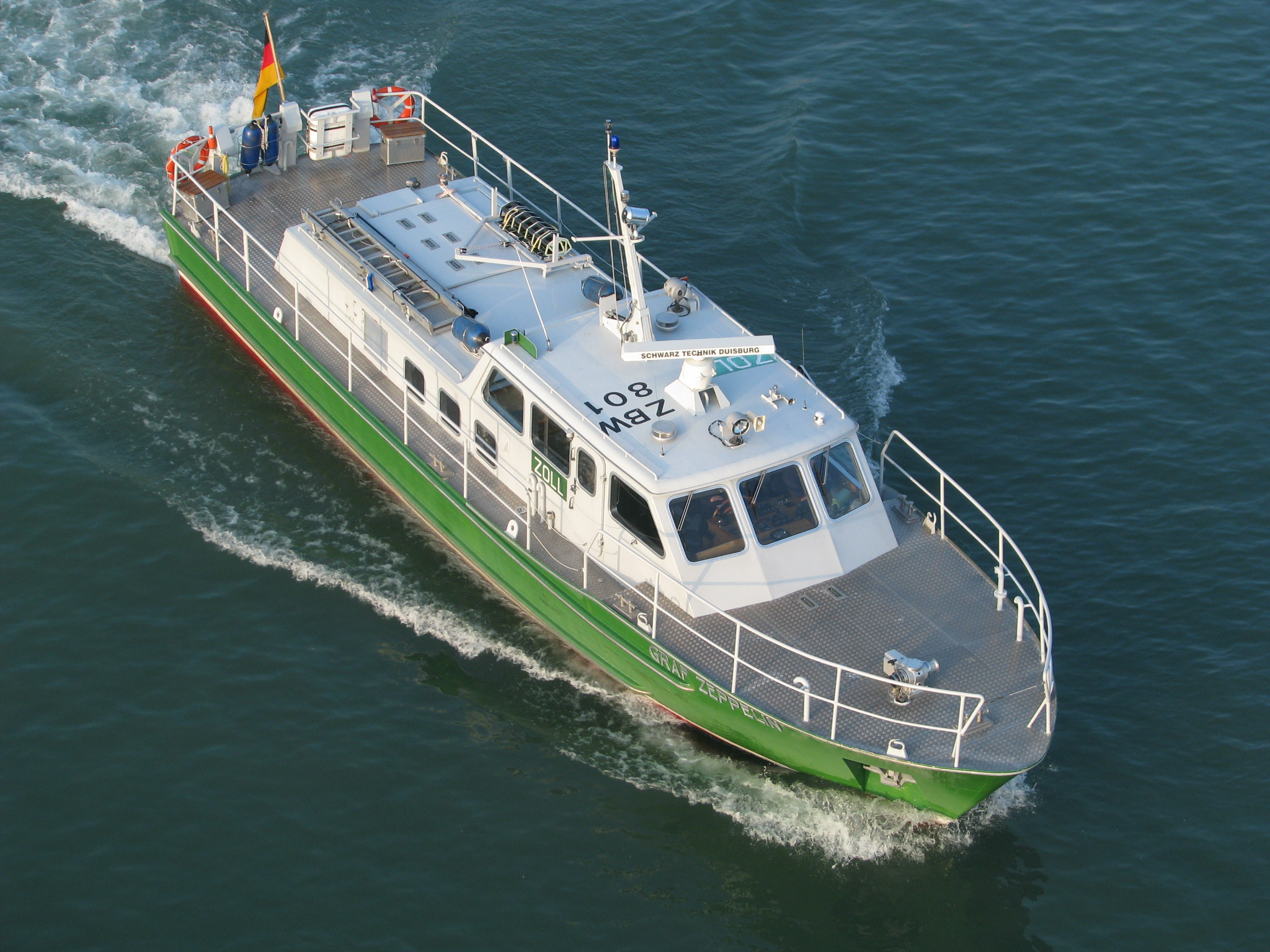
Zollboot Graf Zeppelin, Friedrichshafen, Bodensee
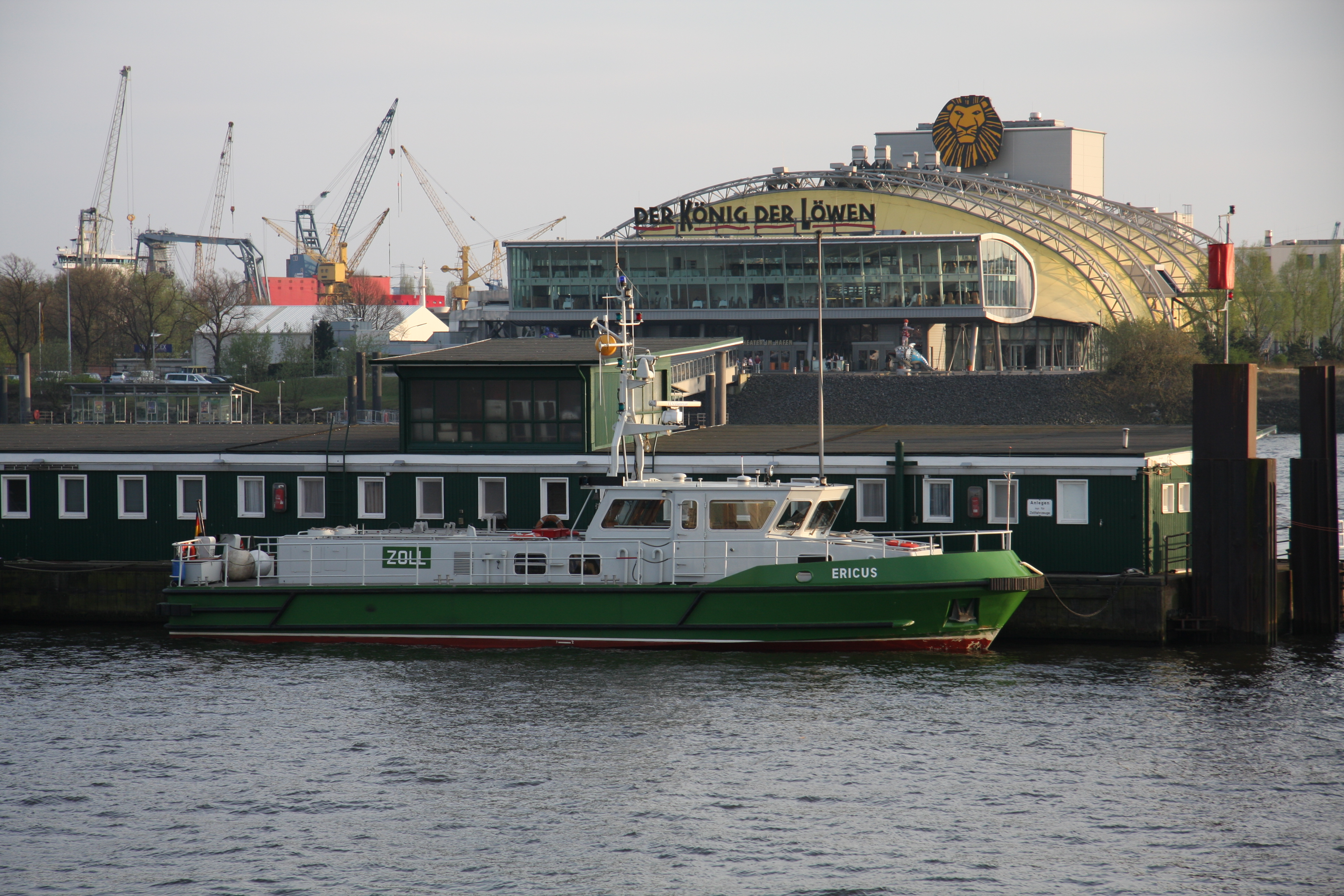
Zollboot Ericus, nahe den Landungsbrücken in Hamburg
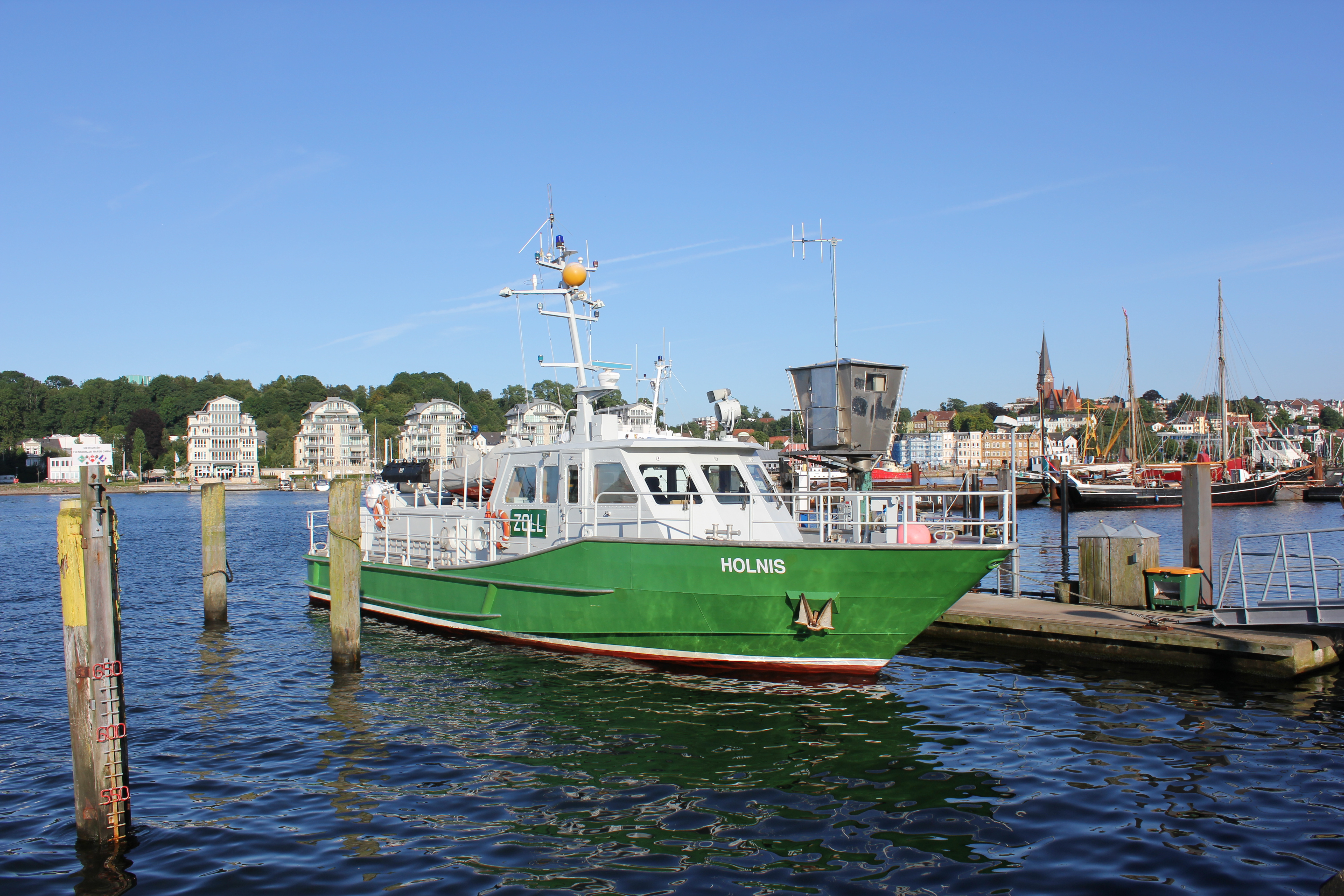
Zollboot Holnis in Flensburg